# Павло Ґрод
Павло́ Ґро́д (англ. Paul Grod) — український громадський діяч Канади. Президент Світового Конґресу Українців від 27 листопада 2018 року.

## Життєпис
Випускник Торонтського університету, бакалавр політичних наук, бакалавр права, магістр ділового адміністрування. Член юридичного товариства Верхньої Канади.
З 2001 року — віцепрезидент Конґресу Українців Канади (КУК), у 2007 році обраний Президентом Конґресу — по Орисі Сушко.
За час перебування на посаді Президента КУК домігся визначення стосунків з Україною урядом Канади як одного із пріоритетних напрямів зовнішньої політики.
Проводив успішні перемовини щодо визнання перших операцій національного інтернування в Канаді та добився заснування канадським урядом фонду в 10 мільйонів доларів.
Був в групі сприяння тому, що Канада визнала Голодомор геноцидом українського народу.
Генеральний директор Rodan Energy
Співголова Місії спостереження за виборами в Україні.
В березні 2013 року за версією оттавського видання Embassy Magazine названий серед 80-ти осіб, які мають вплив на зовнішню політику Канади.
25 листопада 2013 року після пертурбацій із політичним курсом України та Євромайданом за наполяганням КУКу скасовано офіційну зустріч канадських урядовців з тодішнім головою ВРУ, депутатом-регіоналом Володимиром Рибаком. Відвідував Україну в складі урядових делегацій, спрямованих на підтримку євроінтеграційного курсу України. В час військової агресії Росії ініціював і підтримував численні громадські ініціативи на реформування української армії, реабілітації поранених, облаштування біженців, підтримки сімей загиблих українських патріотів. Докладав зусилля до розв'язання питання надання Україні озброєнь.
27 листопада 2018 року обраний президентом Світовий Конґрес Українців. Того ж року покинув позицію президента КУК.
Одружений, родина виховує чотирьох дітей.

## Нагороди
- Медаль Діамантового ювілею королеви Єлизавети II[en] 17 травня 2012 р. від міністра Джейсона Кені за значний внесок і досягнення в служінні Канаді[2].
- Орден князя Ярослава Мудрого V ст. (Україна, 23 серпня 2019) — за вагомий особистий внесок у зміцнення міжнародного авторитету України, розвиток міждержавного співробітництва, плідну громадську діяльність[3]
- Відзнака Президента України — ювілейна медаль «25 років незалежності України» (22 серпня 2016) — за вагомий особистий внесок у зміцнення міжнародного авторитету Української держави, популяризацію її історичної спадщини і сучасних надбань та з нагоди 25-ї річниці незалежності України[4]